# Naito Ando
Naito Ando (ur. 20 listopada 1997 w Gunma) – japoński snowboardzista specjalizujący się w halfpipe'ie. Po raz pierwszy na arenie międzynarodowej pojawił się 20 lutego 2011 roku w Niseko, gdzie w zawodach FIS Race zajął dziewiąte miejsce. W zawodach Pucharu Świata zadebiutował 24 stycznia 2016 roku w Mammoth Mountain, zajmując szesnaste miejsce. Tym samym już w swoim debiucie wywalczył pierwsze pucharowe punkty. Na podium zawodów tego cyklu po raz pierwszy stanął 6 lutego 2016 roku w Park City, kończąc rywalizację na trzeciej pozycji. W zawodach tych wyprzedzili go jedynie Matthew Ladley z USA i inny Japończyk, Ryō Aono. Najlepsze wyniki osiągnął w sezonie 2015/2016, kiedy to zajął 33. miejsce w klasyfikacji generalnej AFU, a w klasyfikacji halfpipe’a był czternasty. Nie startował na mistrzostwach świata ani igrzyskach olimpijskich.

## Osiągnięcia

### Puchar Świata

#### Miejsca w klasyfikacji generalnej
- sezon 2015/2016: 33.
- sezon 2017/2018: 17.

#### Miejsca na podium w zawodach
1. Park City – 6 lutego 2016 (halfpipe) - 3. miejsce